# Zunyi
Zunyi, tidigare stavat Tsunyi, är en stad på prefekturnivå i Guizhou-provinsen i Folkrepubliken Kina. Den ligger omkring 170 kilometer norr om provinshuvudstaden Guiyang.
Zunyis befolkning är övervägande hankineser, men så mycket som 36 minoritetsgrupper är representerade, däribland tujia-, miao- och gelaofolken.
Zunyi är centralt beläget i det turistiskt sevärda området i det nordliga Guizhou och ett av de viktigaste historiska och kulturella centra i provinsen.
Staden har fått mycket industri: Metallurgi, kraftverk, byggnadsmaterial, matvaruindustri. Staden har också blivit kommunikationsknutpunkt.
Staden är mest känd för att ha varit säte för ett viktigt möte som Politbyrån i Kinas kommunistiska parti höll här under ett uppehåll i Långa marschen i januari 1935.

## Administrativ indelning
Zunyi består av två stadsdistrikt,  åtta härad, två autonoma härad och två städer på häradsnivå:
- Stadsdistriktet Honghuagang (红花岗区), 595 km², 500 000 invånare, säte för lokalregeringen;
- Stadsdistriktet Huichuan (汇川区), 709 km², 320 000 invånare;
- Häradet Zunyi (遵义县), 4 104 km², 1,15 miljoner invånare;
- Häradet Tongzi (桐梓县), 3 190 km², 660 000 invånare;
- Häradet Suiyang (绥阳县), 2 566 km², 510 000 invånare;
- Häradet Zheng'an (正安县), 2 595 km², 590 000 invånare;
- Häradet Fenggang (凤冈县), 1 883 km², 420 000 invånare;
- Häradet Meitan (湄潭县), 1 845 km², 470 000 invånare;
- Häradet Yuqing (余庆县), 1 630 km², 280 000 invånare,;
- Häradet Xishui (习水县), 3 128 km², 670 000 invånare;
- Det autonoma häradet Daozhen for gelao- och miaofolken (道真仡佬族苗族自治县), 2 156 km², 320 000 invånare;
- Det autonoma häradet Wuchuan för gelao- och miaofolken (务川仡佬族苗族自治县), 2 773 km², 430 000 invånare;
- Staden Chishui (赤水市), 1 801 km², 300 000 invånare;
- Staden Renhuai (仁怀市), 1 788 km², 600 000 invånare.

## Klimat
Genomsnittlig årsnederbörd är 1 353 millimeter. Den regnigaste månaden är maj, med i genomsnitt 251 mm nederbörd, och den torraste är januari, med 21 mm nederbörd.